# Herb gminy Ełk
Herb gminy Ełk – jeden z symboli gminy Ełk, ustanowiony 26 sierpnia 2016.

## Wygląd i symbolika
Herb przedstawia na tarczy w polu błękitnym złotą palisadę z wieżą pośrodku o dwóch otworach okiennych, w otwartej zadaszonej bramie srebrny kwiat lilii wodnej (grzybienia). Palisada z wieżą o otwartej bramie i dwoma oknami w herbie gminy Ełk bezpośrednio odnoszą się do budowli tego typu znajdujących się w dawnym grodzisku m.in. w Bajtkowie, Stradunach oraz symbolizuje centralne ulokowanie siedziby władz gminnych względem wszystkich miejscowości gminy. Otwarta brama symbolizuje otwartość i gościnność mieszkańców gminy na gości i nowych przybyszów. Kwiat lilii wodnej nawiązuje do jaćwieskiej nazwy Ełk i bogactwa miejscowej flory. Słowo Ełk, według jednej z hipotez, oznaczało w języku pruskim białą lilię wodną. Poza tym kwiat grzybienia nawiązuje też do położenia gminy na terytorium powiatu ełckiego, w którego herbie również występuje.